# Bunda (distrito)

Área do distrito de Bunda, na região de Mara, Tanzânia

Bunda é um dos cinco distritos da região de Mara na Tanzânia, África Oriental. É circundado a norte pelo distrito de Musoma Rural, ao sul e oeste pelo lago Vitória e a região de Mwanza e a leste pelo distrito de Serengeti. A capital do distrito é também denominada Bunda e se localiza na rodovia asfaltada transnacional, que saindo do Quênia até a Zâmbia passa no país via Tarime.
O distrito produz mandioca, sorgo, milhete, milho, arroz e batata-doce.

## Zonas
O distrito de Bunda é administrativamente dividido em 20 zonas:
- Bunda
- Butimba
- Guta
- Hunyari
- Igundu
- Iramba
- Kabasa
- Kisorya
- Kunzugu
- Mcharo
- Mihingo
- Mugeta
- Namhula
- Nansimo
- Neruma
- Nyamuswa
- Salama
- Sazira
- Wariku